# Семесюк Іван Леонідович
Іван Леонідович Семесюк (нар. 21 листопада 1979, Київ) — український художник, письменник, поет, музикант, культурний діяч, автор медійних проєктів.

## Життєпис
Народився 21 листопада 1979 року в Києві. Батьки : Семесюк Марина Вадимівна — художниця, Семесюк Леонід Іванович — архітектор.
У 1997 році закінчив Державну художню середню школу імені Тараса Шевченка.
У 2003 році закінчив Національну академію образотворчого мистецтва і архітектури за фахом скульптури.

### Революція гідності
Брав активну участь у київському Майдані 2013—2014 років, також був одним з помітних його рупорів у соціальних мережах. Учасник «Мистецького Барбакану», що виник як майданчик для творчого та фізичного супротиву владі Януковича під час Революції Гідності, і розташовувався навпроти метро Хрещатик. У його «стінах» проходили численні культурно-мистецькі події — художні виставки, літературні читання, лекції тощо. Під час силового протистояння Барбакан слугував технічною базою для виробництва «коктейлів молотова» та місцем перепочинку. У 2015 році видавництво Люта справа представила на Львівському форумі видавців антологію творчого супротиву «Барбакан. Трикутник 92».

## Творчість

### Живопис
Жлоб-Арт та СВХ (Союз вольних художників «Воля або смерть!»).
2008-2013 роки — співзасновник та голова творчої групи СВХ, в межах якої виник і отримав розголос мистецько-культурний проєкт Жлоб-арт. Є одним із засновників Жлоб-Арту, що детально фіксував та досліджував жлобство як соціально-культурне явище. В рамках проєкту створив канонічні картини: «Пацанчік і Голубі», «Нема чим робити», «Пацанскоє просвєтлєніє», «Районне джуманджі» та інші. Жлоб-Арт було успішно завершено 21 листопада 2013 року, в день початку Революції гідності. Значна частина картин проєкту знаходяться у приватній колекції Антіна Мухарського. Семесюк — один з авторів «Жлобології».
Текстиль
З 2008 до 2021 року займався створенням текстильних картин (ручна вишивка голка-нитка). Картини (а саме цикл «Бандерики — зворушлива хунта») знаходяться у колекції Музею Революції Гідності, а також у багатьох приватних колекціях України та за кордоном.

### Музика
Іван Семесюк — засновник power country гурту Пирятин (2016), а також є членом музичної alternative folk формації Ukie'z (2019).

### Медіа
У 2018 році став автором і ведучим програми «Еволюція або смерть» на Old Fashioned Radio, випустивши 78 подкастів за три сезони. На цьому ж радіо виходила його авторська програма Transatlantic, присвячена ірландській, шотландській та американській фолковим музичним традиціям. У 2021—2022 роках — автор і ведучий медійного проєкту «ІнструкціяЮА» про українські ідентичності в просторі і часі, створеного для діджитал відділу Суспільного телебачення (Ютуб канал Антропологія). (2021-2022).